# A-5150
La A-5150 es una carretera perteneciente a la Red Complementaria de Andalucía de la provincia de Huelva, España que comunica a Isla Cristina con El Empalme. La carretera tiene una longitud de 5 kilómetros.